# 遠山雄
遠山雄(とおやまゆう、1984年4月11日-)は日本の俳優。劇団チキンハート主宰。

## 略歴・人物
韓国、ソウル出身、日韓のハーフである。

## 出演

### 映画
- ワルボロ
- パッチギ! LOVE&PEACE
- 小さな恋の物語
- ほるもん（大山晃一郎監督 ショートショートフィルムフェスティバル2012NEOジャパンプログラム入賞） - 主演
- クオリア[2]

### テレビドラマ
- 遺留捜査2 最終話（テレビ朝日） - 安本康太役
- 土曜ワイド劇場「検事・朝日奈耀子（13）」（テレビ朝日） - 記者役
- 金曜プレステージ「赤バッジ」（フジテレビ） - 清水巡査役
- 医龍-Team Medical Dragon-（フジテレビ）
- 日韓合作ドラマ「天国の樹」
- ライオン丸G
- 韓国ドラマ「東京、天気雨」
- TEAM -警視庁特別犯罪捜査本部-（テレビ朝日） - 新井 健太役

### 舞台
- 『黄金バット2006』演出　三浦浩一　シアターグリーン
- 『ひなかの金魚』演出　神徳幸治　笹塚ファクトリー
- 『アメノキオク』演出　林邦應　シアター711
- 劇団チキンハートの本公演全て　演出　大山晃一郎